# Samuel Gottscho

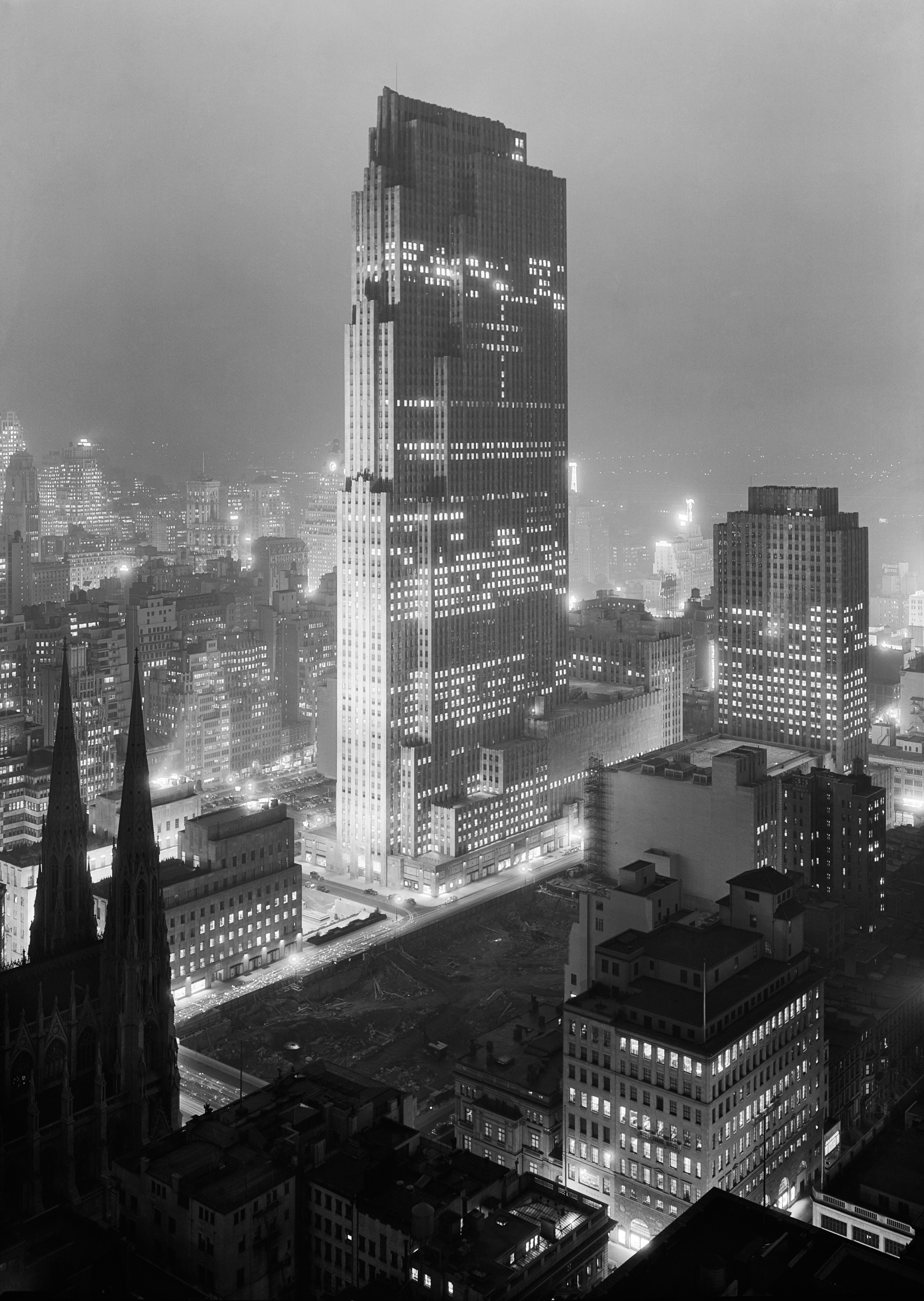
S.H. Gottscho: Rockefeller Center a RCA Building z 515 Madison Ave, prosinec 1933

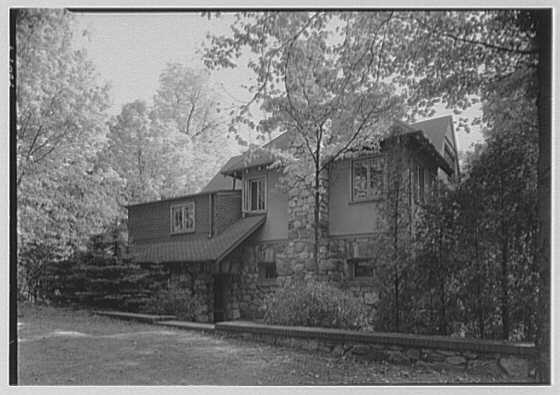
S.H. Gottscho: Hartley residence Cos Cob, Connecticut, 1944

Samuel Herman Gottscho (8. února, 1875 – 28. ledna, 1971 Jamaica, Queens, New York) byl americký fotograf architektury, krajiny a přírody.

## Život a dílo
Narodil se 8. února, 1875 v newyorském Brooklynu. Svůj první fotoaparát dostal v roce 1896 první fotografii pořídil na poloostrově Coney Island. Od roku 1896 do roku 1920 fotografoval na částečný úvazek, specializoval se na domy a zahrady, měl rád přírodu, venkovský život a krajiny.
Po návštěvě několika architektonických fotografických výstav se rozhodl zdokonalit a zlepšit svou práci a vyhledal několik architektů a zahradních architektů. Po třiadvaceti letech prodavače textilních doplňků se stal profesionálním komerčním fotografem. To bylo v jeho věku 50 let. Jeho zeť William Schleisner se přidal k jeho podnikání v roce 1935. Během této doby se jeho fotografie se objevily na obálkách magazínů American Architect and Architecture, Architectural Record. Jeho portréty a fotografie architektury se pravidelně objevovaly v článcích v New York Times. Jeho fotografie soukromých domů v New Yorku a předměstí Connecticutu se často objevovaly v časopisech o bytové dekoraci. Od počátku 40. let do pozdních 60. let pravidelně přispíval snímky volně rostoucích rostlin do článků v magazínech Times.
Gottscho věřil, že svá nejlepší díla vytvořil ve věku 70 let. V roce 1967 za své botanické snímky získal od Newyorské botanické zahrady medaili Distinguished Service Medal. Zemřel ve čtvrti Jamaica, Queens, New York.
Zhruba 29 000 z jeho snímků je ve sbírkách Gottscho-Schleisner národní knihovny Spojených států amerických. Navíc přes 40 000 děl je uloženo v Newyorském městském muzeu Museum of the City of New York a kde byla v listopadu 2005 otevřena výstava jeho díla s názvem "The Mythic City: Photographs of New York by Samuel H. Gottscho, 1925-1940". Třetí velký archiv jeho práce je v držení Avery Architectural and Fine Arts Library na Columbia University.

## Publikace
- Manhattan 1933
- A pocket guide to wildflowers: How to identify and enjoy them 1951
- Architectural and Decorative Features of St. Bartholomew's Church in the City of New York 1941
- A portfolio of views of the New York World's Fair of 1939 1939
- Wild-Flower Bounty from a L.I. Bog by SAMUEL H. GOTTSCHO. New York Times: 31. července, 1966
- MAY GARDENS by Samuel H. Gottscho. New York Times: 4. května, 1941

## Galerie

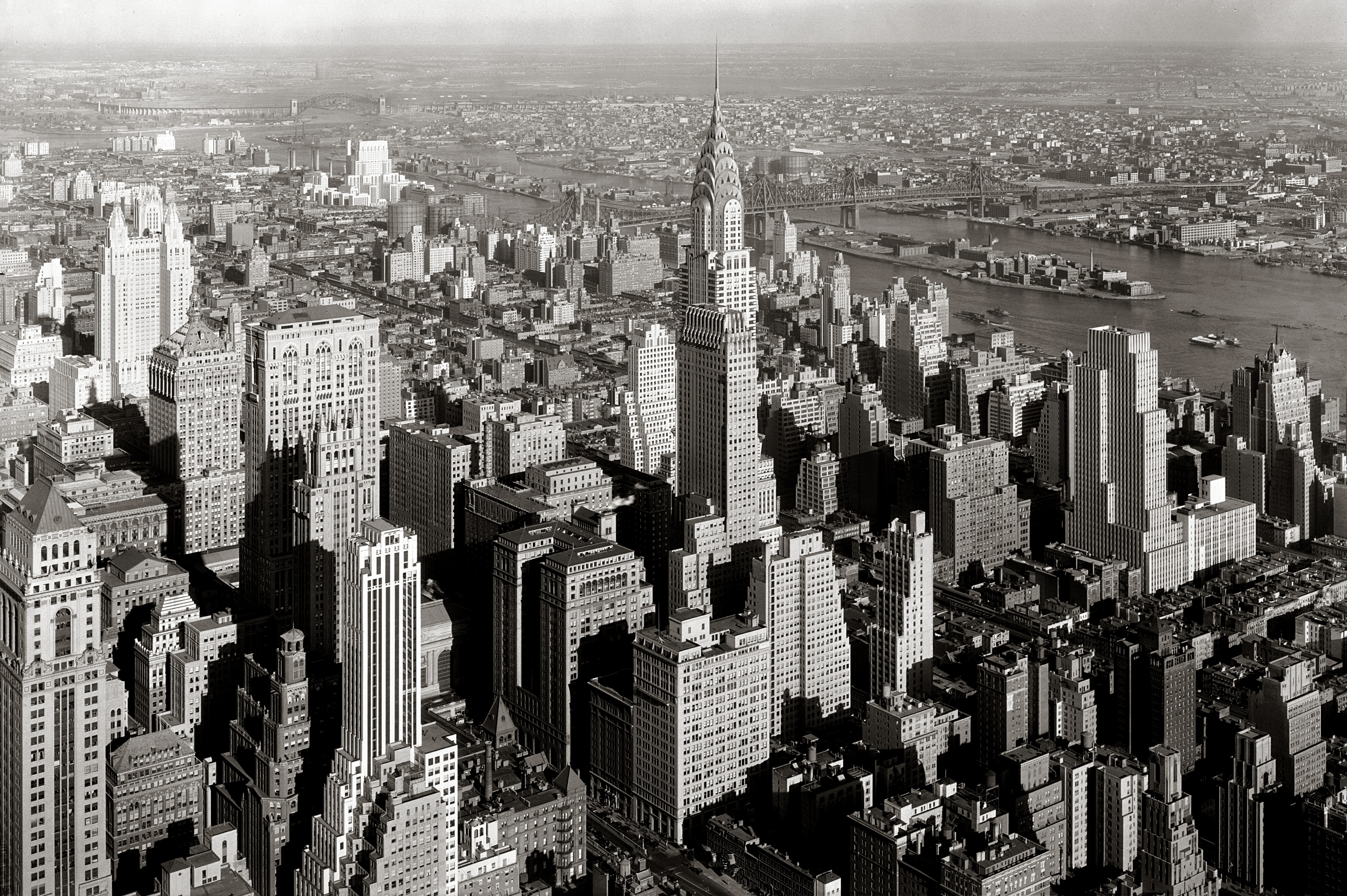
New York City, asi 1932
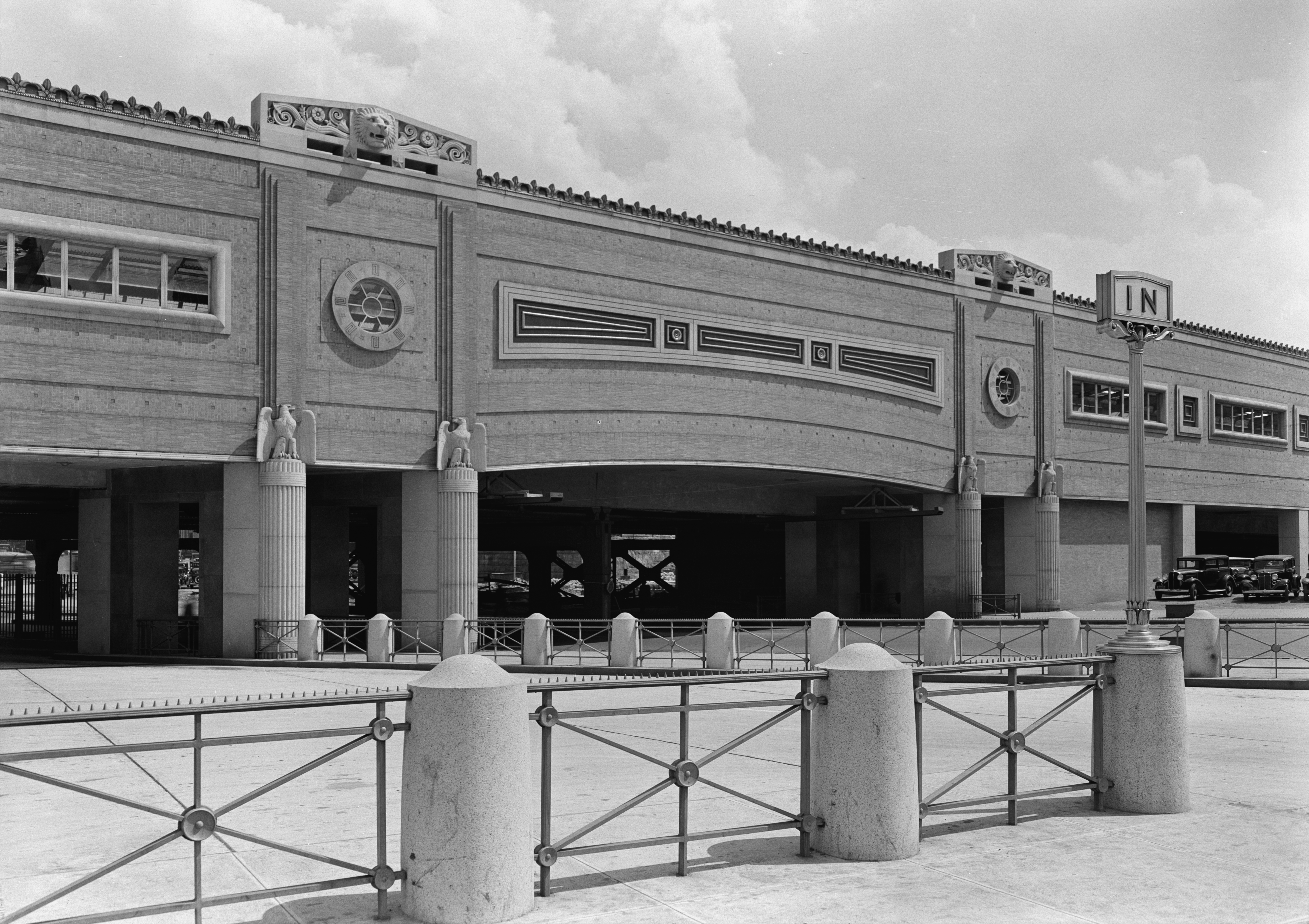
Newark Penn Station
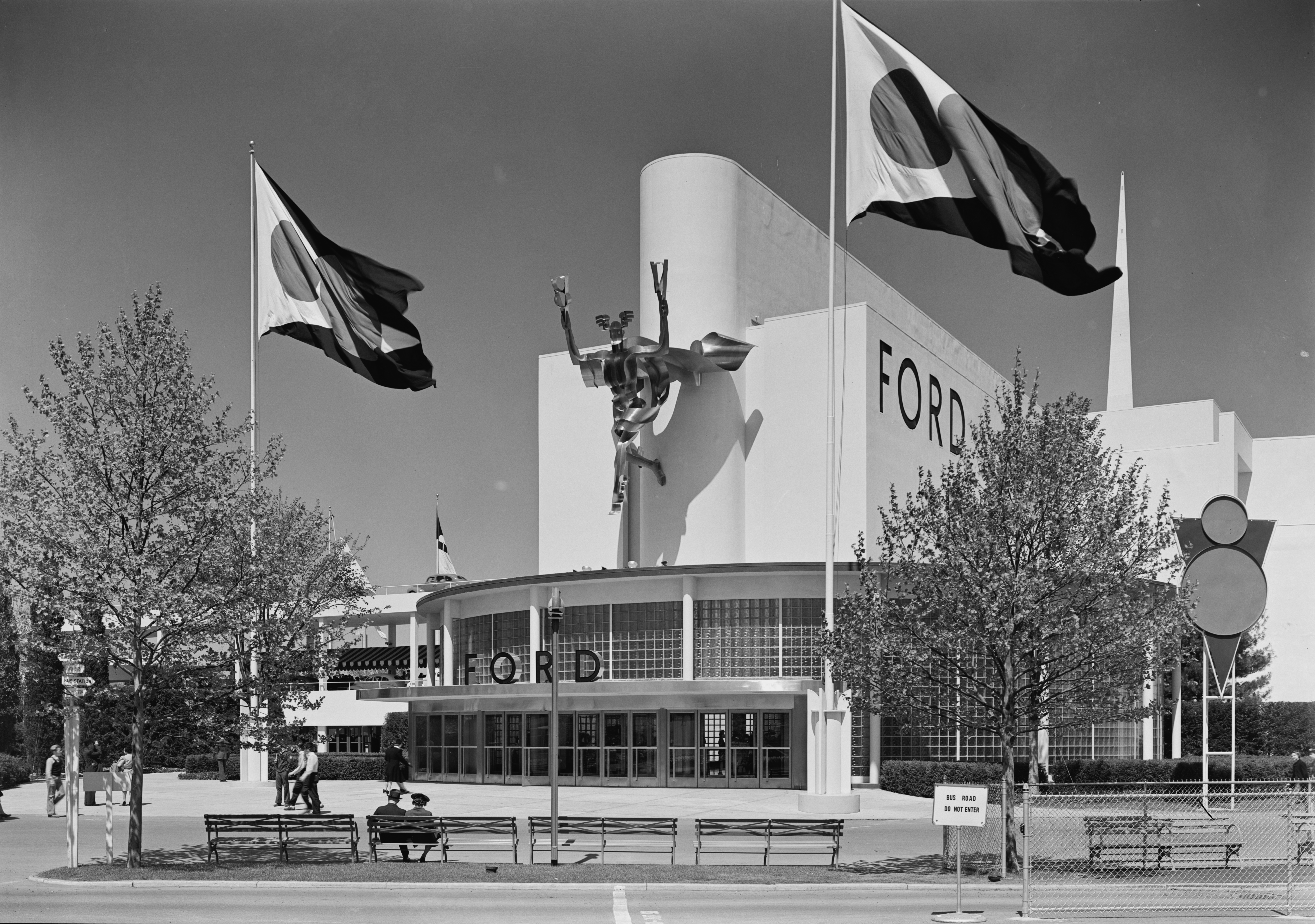
Světová výstava 1939, New York
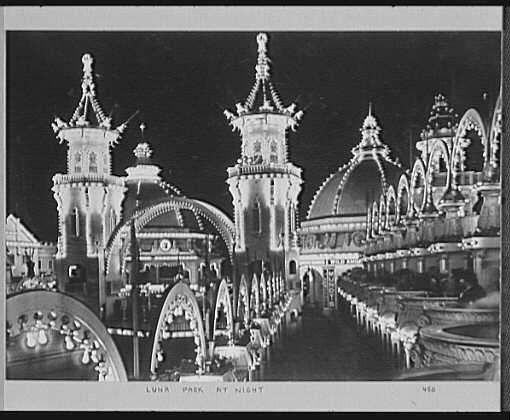
Luna Park v noci, Coney Island, 1904
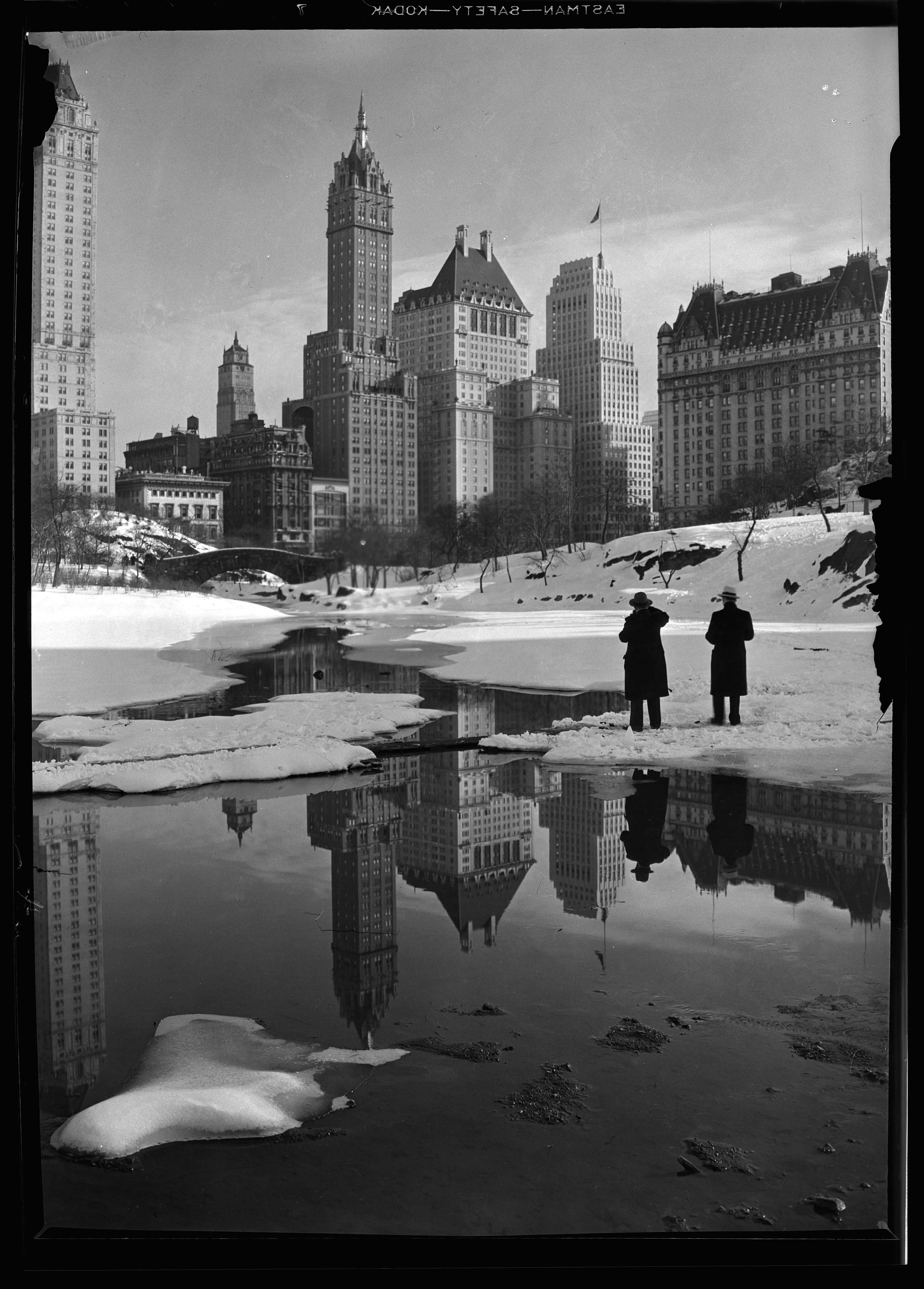
Central Park, New York City
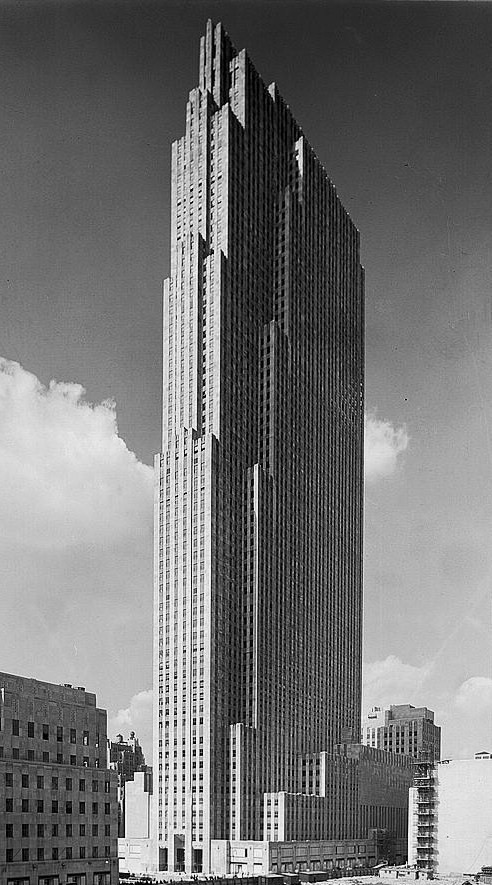
Stavba mrakodrapu RCA, 1933
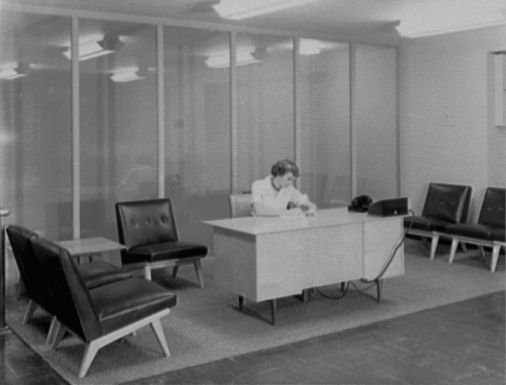
Esso, kancelář, 1950
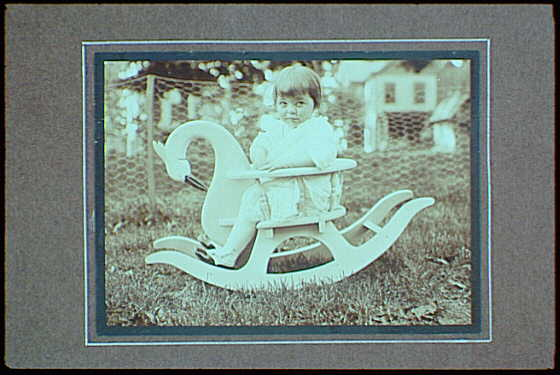
Dítě na dřevěném koni, 1912
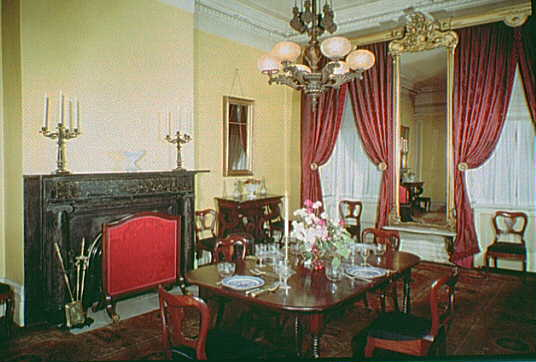
Obývací pokoj, Merchants Museum